# بوردرلاندز 3
بوردرلاندز 3 (بالإنجليزية: Borderlands 3) هي لعبة فيديو أكشن تقمص الأدوار وتصويب منظور الشخص الأول من تطوير جيربوكس سوفتوير ونشر تو كي جيمز، وصدرت في 13 سبتمبر 2019 على بلاي ستيشن 4 وبلاي ستيشن 5 وإكس بوكس ون وإكس بوكس سيريس إكس وسيريس إس وجوجل ستاديا ومايكروسوفت ويندوز وماك أو إس. 

## الاستقبال
| استقبال |                                                     |
| --- | --------------------------------------------------- |
| مجموع النقاط المجموع نقاط ميتاكريتيك (PS5) 91/100 [ 8 ] (PC) 81/100 [ 9 ] (PS4) 78/100 [ 10 ] (XONE) 82/100 [ 11 ] نتائج المراجعة نشرة نقاط دستركتويد 9/10 [ 12 ] غيم إنفورمر 8/10 [ 13 ] غيم سبوت 8/10 [ 14 ] آي جي إن 9/10 [ 15 ] بي سي غيمر (الولايات المتحدة) 63% [ 16 ] يو إس غيمر 4/5 [ 17 ] |                                                     |
| مجموع النقاط |                                                     |
| المجموع | نقاط                                                |
| ميتاكريتيك | (PS5) 91/100 (PC) 81/100 (PS4) 78/100 (XONE) 82/100 |
| نتائج المراجعة |                                                     |
| نشرة | نقاط                                                |
| دستركتويد | 9/10                                                |
| غيم إنفورمر | 8/10                                                |
| غيم سبوت | 8/10                                                |
| آي جي إن | 9/10                                                |
| بي سي غيمر (الولايات المتحدة) | 63%                                                 |
| يو إس غيمر | 4/5                                                 |

تلقت بوردرلاندز 3 تقييمات إيجابية بشكل عام، وفقًا لمجمع المراجعات موقع ميتاكريتيك.

### المبيعات
باعت اللعبة ما يقارب 5 ملايين نسخة في أول 5 أيام من إصدارها. في 19 فبراير عام 2022، أعلن أن اللعبة باعت حوالي 15 مليون نسخة.